# جوستافو خيمينيز
جوستافو خيمينيز (بالإسبانية: Gustavo Jiménez)‏ (و. 1886 – 1933 م) هو سياسي، وضابط من بيرو .
تولى منصب رئيس بيرو (1931-03-05–1931-03-11) .